# Ostafrikanische Bergotter
Die Ostafrikanische Bergotter (Montatheris hindii) ist die einzige Art der monotypischen Gattung (Montatheris). Es handelt sich um eine sehr kleine Vipernart, die nur in den höheren Lagen des Mount-Kenya-Massivs sowie der Aberdare Range in Kenia lebt.

## Beschreibung
Die Ostafrikanische Bergotter wird durchschnittlich zwischen 20 und 30 Zentimeter lang und erreicht maximal eine Körperlänge von 35 Zentimetern. Die Rückenfärbung ist braun bis grau mit einer zweizeiligen Reihe von dunkelgrauen Dreiecken, die hell umrandet sind. Der Bauch ist grau mit einer dunkelgrauen Sprenkelung. Die Rückenschuppen sind stark gekielt und in der Körpermitte in 24 bis 27 Reihen angeordnet.
Der Kopf ist vom Körper nur sehr wenig abgesetzt und langgestreckt, die Augen mit der senkrechten Pupille sind relativ klein und nach vorn gerichtet. Der Kopf besitzt eine auffällige V- oder Pfeilzeichnung, die nach vorn gerichtet ist, sowie einen breiten dunklen Streifen entlang der Mundöffnung, die Labialen sind weißlich.

## Verbreitung und Lebensraum
Die Ostafrikanische Bergotter ist nur in zwei voneinander getrennten Populationen in Höhen von 2.700 bis 3.800 Meter des Mount-Kenya-Massivs sowie der Aberdare Range in Kenia bekannt.
Die Art bevorzugt feuchte und weitestgehend baumlose Sumpfgebiete in den Höhenlagen, als bodenlebende Art nutzt sie Grasbüschel als Verstecke.

## Lebensweise
Die Otter ist aufgrund des relativ kalten Lebensraumes weitestgehend tagaktiv, da die nächtliche Kälte zur Auskühlung der Schlange führen würde. Entsprechend bleibt sie an kalten und bewölkten Tagen ebenfalls in ihrem Versteck.
Sie jagt kleine Echsen, etwa Chamäleons und Skinke, Frösche sowie Kleinsäuger. Als Fressfeinde wurden Greifvögel beobachtet.
Über die Fortpflanzung der Art ist nur wenig bekannt, sie ist allerdings ovovivipar und bringt entsprechend lebende Junge zur Welt. Ein gefangenes weibliches Tier brachte im Januar zwei, ein weiteres im Mai drei Jungtiere zur Welt. Jungschlangen konnten vor allem im Februar gesammelt werden. Neugeborene Schlangen haben eine Körperlänge von 10 bis 13 Zentimetern.

## Systematik
Die Ostafrikanische Bergotter ist die einzige Art der Gattung Montatheris. Diese wurde 1996 bei einer Revision der Gattung Atheris gemeinsam mit der ebenfalls monotypischen Gattung Proatheris durch Donald G. Broadly eingeführt. Innerhalb der Echten Vipern (Viperinae) wird die Ostafrikanische Bergotter mit den Buschvipern (Atheris), der Sumpfviper (Proatheris superciliaris) als einziger Art der Gattung Proatheris sowie der Uzungwe-Viper (Adenorhinos barbouri) als einziger Art der Gattung Adenorhinos zu einem monophyletischen Taxon Atherini zusammengefasst. Die genaue phylogenetische Stellung der Ostafrikanische Bergotter innerhalb der Atherini ist allerdings nicht bestimmt.

## Gift
Über das Gift dieser Art liegen keine Informationen vor.

### Zitierte Quellen
Die Informationen dieses Artikels entstammen zum größten Teil den unter Literatur angegebenen Quellen, darüber hinaus werden folgende Quellen zitiert:
1. ↑  Montatheris hindii im Integrated Taxonomic Information System (ITIS)
2. ↑  D. G. Broadley: A review of the tribe Atherini (Serpentes: Viperidea), with the descriptions of two new genera. im African Journal of Herpetology 45, 1996; Seiten 40–48